# Относно Адам
„Относно Адам“ (на английски: About Adam) е британско-ирландски филм от 2000 година, романтична комедия на режисьора Джерард Стембридж по негов собствен сценарий.
В центъра на сюжета е млад мъж в съвременен Дъблин, който, следвайки стремежа си да се хареса на всички, се сгодява за млада жена, след което прелъстява и двете ѝ сестри и снахата ѝ. Главните роли се изпълняват от Стюарт Таунсенд, Кейт Хъдсън, Франсис О'Конър, Шарлот Брадли, Алън Маер.